# 社交ダンス
社交ダンス（しゃこうダンス）は、ペアで踊るダンスのことである。社交の場や競技として行われる。

## 日本

### 社交ダンスとされるもの
日本ボールルームダンス連盟(JBDF)、日本ダンススポーツ連盟(JDSF)、日本ダンス議会(JDC)、日本プロフェッショナルダンス競技連盟(JCF)、日本プロフェッショナルボールルームダンサーズ協会(JPBDA)のいずれかの団体の、競技種目や指導者カリキュラム等に載っているダンスのこと。ワルツ、コンチネンタル・タンゴ、スローフォックストロット、クイックステップ、ヴェニーズワルツ(ウィンナ・ワルツ)、チャチャチャ、サンバ、ルンバ、パソドブレ、ジャイヴ、ブルース、ジルバ、マンボ、スクエアルンバのそれぞれを指す。上記団体がほとんど扱っていないペアダンスのサルサ、アルゼンチンタンゴなどは、一般的には社交ダンスに含まれない。

### 社交ダンスの語源
社交ダンスの語源はsociality dancing の誤訳から出来た語で、日本国内では Social Dance（ソシアルダンス/ソーシャルダンス）と広く呼称されている。英語では Ballroom Dance（ボールルームダンス/舞踏室の踊り）が一般的である。

## 社交ダンスの種類
競技ダンス（competition style）と社交ダンス（social style）はダンスの種目で区別するものではなく、同じダンスを競技会ではコンペティションのスタイルで、パーティーではソーシャルのスタイルで、と踊り分けることがスタイルの違いであった。日本では1970年代から1990年代にかけてパーティーダンスが不人気化して教室の大半がインターナショナルスタイル競技ダンス10種目のみを指導する状況となり、10種目とその他を明確に区別する傾向が生まれた。

### 競技ダンスの種類
スポーツとしてルール化する必要性から、国際戦のあるスタイルでは以下の様にダンス種目数を限定している。
日本で一番多く踊られている競技ダンスのスタイルは、イギリスを中心に発展普及したインターナショナルスタイル（International Competition Style Dancing）あるいはイングリッシュスタイルとも呼ばれているもので、インターナショナルスタンダード、インターナショナルラテンアメリカンの2スタイルに分けられている。アメリカやカナダを中心に発展普及したアメリカンスタイル（American Competition Style Dancing）も同様に国際戦を行っており、アメリカンスムース、アメリカンリズムに分けられている。
これらのほかに各国の各地に、イタリアのリショーなど独自の競技ダンス種目が存在する。

#### インターナショナル スタイル
- スタンダード
  - ワルツ (スローワルツ)
  - タンゴ (コンチネンタルタンゴ)
  - スローフォックストロット
  - クイックステップ
  - ヴェニーズワルツ (ウィンナワルツ)
- ラテン
  - チャチャチャ
  - サンバ (インターナショナルサンバ)
  - ルンバ (キューバンルンバ)
  - パソドブレ
  - ジャイヴ

ダンサーたちは、スタンダードでは反時計回りのライン・オブ・ダンス(LOD)に、ラテンではサンバとパソ・ドブレはLODに沿って踊るが、他のダンスはその場に留まって踊ることが多い。
現在の日本ではインターナショナルスタイルの競技ダンスが近年主流で普及してきたことから、この10種目を指して「社交ダンス」と呼ぶ者も少なくない。

##### 衣装
スタンダードでは、男性は燕尾服、女性はイブニングドレスが正式な装いである。特に格式の高いダンスホールでは欧米のドレスコードに準じ、ホワイトタイ相当のフォーマル度が最も高い礼装が求められることもある。

#### アメリカンスタイル
アメリカ合衆国やカナダでは、アメリカン・スタイルとよばれる様式が存在し、現在も主流となっている。アメリカン・スムースとアメリカン・リズムに大別される。
インターナショナルスタイルとアメリカンスタイルで使われているダンスのテクニックは似ているが、アメリカンスタイルは、ソーシャルスタイルのペアダンスとして、アーサー・マレー（日本にもスタジオがある）やフレッド・アステアのフランチャイズスタジオを主としてアメリカ全土に広まっていた。（なお、イギリスからインターナショナルスタイルがアメリカに流入するのは、1960年代前後である。）
- スムース
  - ワルツ (アメリカンワルツ)
  - タンゴ (アメリカンタンゴ)
  - フォックストロット
  - ヴェニーズワルツ (ウィンナワルツ)

※インターナショナルスタイルの違いは、下記の5点にある。
1　種目
2　ダンスのフレーム　開放的で自由であること
3　衣装　ダンスフレームと同じように、革新的で自由。袖部分のフロートがない。
4　テクニック
アメリカン・スムースは、インターナショナル・スタイルと同じフットワーク、スウィング、スウェイ、ライズ＆フォール、頭のポジションを特徴としている。スムースのフレームの多くはダンスフレームの外で行われるため、ラテンのダンス、腕のスタイル、各ダンスのドラマチックな解釈などの多くの原則もまた、重要なポイントになる。
5　ソーシャルスタイルへの適用性

アメリカン・スムースはもともとソーシャルスタイルを基盤にしている為、社交場からダンスパーティ、ナイトクラブへの移行がインターナショナルスタイルに比べて容易である。
- リズム
  - チャチャチャ (アメリカン チャチャチャ)
  - ルンバ (アメリカンルンバ)
  - スウィング (イーストコーストスウィング)
  - ボレロ
  - マンボ

（時にサンバとウエストコーストスウィングを含む場合がある。）
インターナショナルのラテンアメリカンとアメリカンスタイルのリズムでは同じ名前の種目でもスタイリングが異なる。それぞれのシラバスに異なるダンスのフィガーがある。

### 日本の社交ダンスの種類
このほか競技会種目に含まれないダンスも多く、社交ダンス（social style）、サロンダンス、ミロンゲーロスタイル、クラブダンス、ワールドスタイル、あるいは競技ダンスとの対比でパーティーダンスと呼ぶ者もいる。舞踏会場だけでなくダンスホール、ナイトクラブ、ストリートなど屋内外様々な場所で舞踏されている。国際競技に含まれるダンス種目でも、ワールドスタイル(インターナショナルソーシャルスタイル)やア メリカンスタイル(アメリカンソーシャルスタイル) の愛好家や競技ダンスが主流になる前に育った世代の一部は、ソーシャルスタイルをパーティーでも舞踏している。
日本では旧来より一般に馴染まれているブルース - ジルバ - マンボ - スクエアルンバなどのほかに、1990年代頃よりラテンアメリカン系ダンスが流行してサルサ - メレンゲ - バチャータ - アルゼンチンタンゴ - ミロンガ - ヴァルツ - ランバダ - ズーク - ガフィエイラなどが広まり、欧州からクイックリズムダンス - ディスコフォックスなどが紹介されている。2000年代頃から北米系のリンディーホップ - チャールストン - ウエストコーストスウィング - ハッスルなども踊られるようになってきた。

## 歴史

### 世界の歴史
最初に誕生した社交ダンスはワルツ (ウィンナワルツ)で、ルーツはヨーロッパの民衆が踊っていたダンスと言われている。プロヴァンス地方で踊られていたヴォルトを始祖とする説と、南ドイツからオーストリアにかけての民族舞踊レントラーを始祖とする説の2つがある。12世紀ごろから徐々に王侯貴族たちを魅了し、ルネサンスのころにヨーロッパ各地で流行した。
16世紀のエリザベス1世のころまでホールドせずに踊るラウンドダンスが続き、のちにラ・ボルタと呼ばれる身体を接触させて踊るカップルダンスが登場する。18世紀後半に、ウィンナワルツで一対の男女が向かい合ったクロースホールドで踊る現在の形式へ変化して、これが社交ダンスの誕生とされている。
民衆から遅れる形でヨーロッパ諸国の宮廷の舞踏会でも若者を中心にワルツが人気となるが、これは男女の抱擁が含まれるため、年配者や宗教関係者から強く反発されて度々禁止された。大陸では18世紀に、従来の宮廷舞踊とともに典礼儀式などの機会に取り入れられて上品化された。イギリスでは19世紀にワルツを愛好するヴィクトリア女王の時代になるまで偏見が続いた。

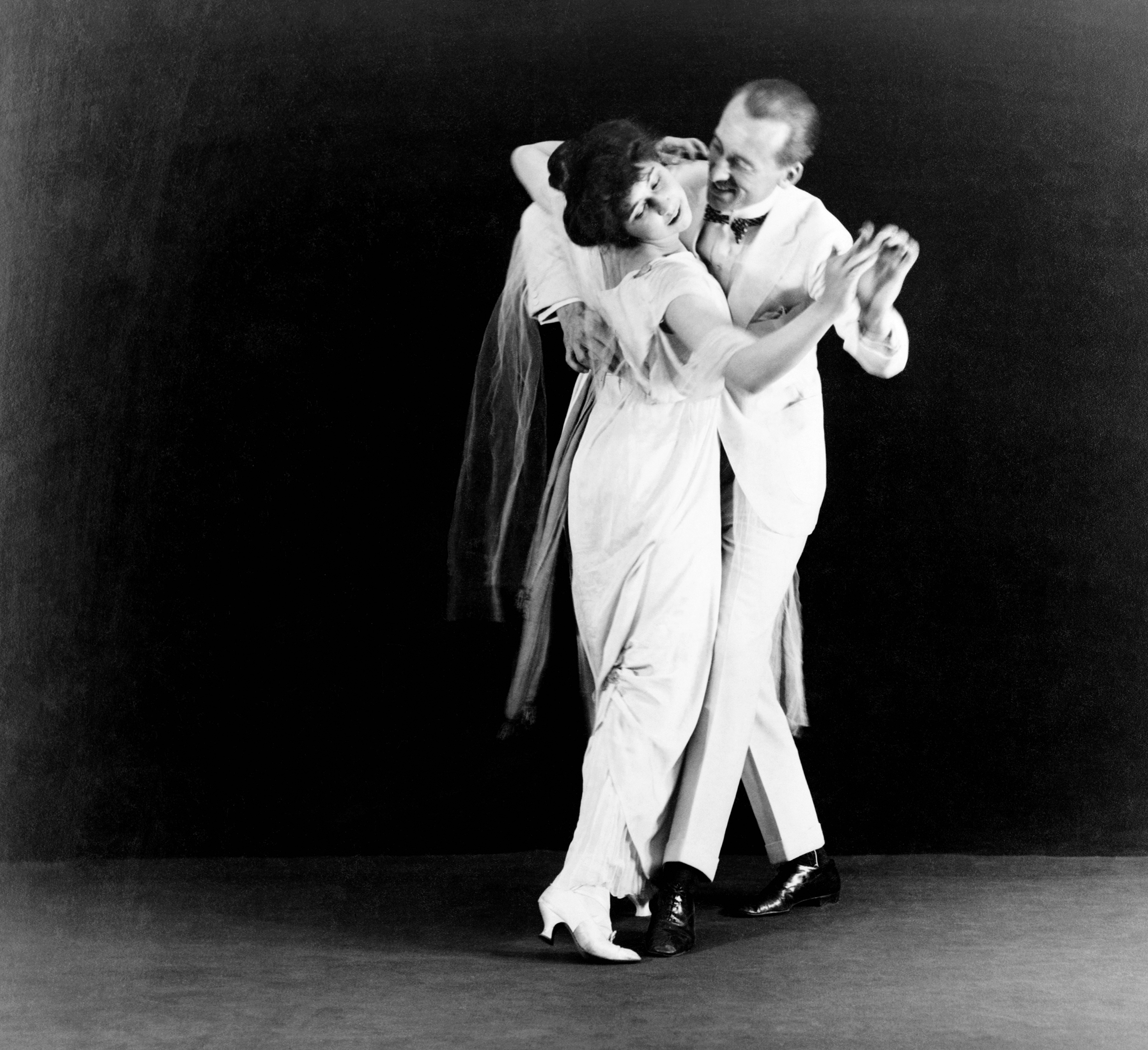
Vernon and Irene Castle, c. 1910-1918.

20世紀にカッスル夫妻 が、従来の爪先だけで踊るスタイルをヒールから歩く新しいスタイルへ確立させて優雅さが増し、イギリスで競技ダンスが体系化されて分化した。
民衆の間では音楽とともに踊りも生まれ、ほとんどが小さな流行で消え去るが、19世紀にブルースやタンゴ (アルゼンチンタンゴ)が広く普及する。
20世紀前半にジャズなど北米生まれの新しい音楽が流行してフォックストロットやジルバなどが、ラテンアメリカン音楽の流行でルンバやマンボやチャチャチャなどの新しいダンスが世界に広まった。
以後各国で新しいダンスが栄枯盛衰し、1990年代頃からサルサとアルゼンチンタンゴが世界的に流行した。21世紀からは情報通信の発達により、アメリカのスウィングやハッスル、ブラジルのズークなど地域的な流行が広く伝播されている。

### 日本の歴史
近代日本では鹿鳴館時代に、外交政策上社交ダンスを要する上流階級が欧米に倣い、カドリーユやウィンナワルツなどウィーンの社交界スタイルのダンスが輸入された。のちの1918年に鶴見花月園にダンスホールが開設されて以降、富裕層を中心に欧米流社交ダンスが流行した。目賀田綱美はフランスのサロンスタイルのアルゼンチンタンゴを日本に紹介した。
1939年に第二次世界大戦が開戦するとダンスホールは次々閉鎖されたが、終戦後に進駐軍向けにダンスホールが多数開かれてのちに庶民も通い始めた。若い男女の出会いの場としてダンスパーティーが流行し、ジルバやマンボなどのアメリカンスタイルダンスが流行ったが、舶来のダンスに満足しない若者らはハマジルやカワジルなどの和製ダンスも生んだ。これらアメリカンスタイルダンスの教習に併設されてインターナショナルスタイルの教室が増加した。
1960年代からのディスコブーム以降にブルースは単純化されてチークダンスとして残ったが、バンプやランバダの小ヒットを除いて若者の支持を受けるペアダンスは新たに生まれなかった。
1970年代にディスコなど形式が緩いダンスに若者の嗜好が流れ、社交ダンス教室はインターナショナルスタイルの教習に特化した。インターナショナルスタイル愛好者は終戦後よりの中高齢者が大半であったが、1996年に映画「Shall we ダンス?」のヒットなどをきっかけに若年層の人気も上昇し、オリンピック種目採用を目指して競技会や世界選手権なども行われている。
1990年代後半からは、世界的な流行となったサルサが日本にも浸透し始め、ラテン繋がりでメレンゲやバチャータやアルゼンチンタンゴも人気を博した。クラブダンスでは男女ペアダンスが流行して若中年層を社交ダンスに呼び戻した。主にワルツなどを指導していた社交ダンス教室も、インターナショナルスタイルのみを扱う教室や、1990年代からはワールドスタイルを扱うクレアダンススクール、2000年代からはアメリカンスタイルをメインに扱うアーサーマレーダンスセンターなど多様化している。
サルサやアルゼンチンタンゴは流行とともに都市部で踊る場所や教室が増えたが、二ツ森司・みどりらが指導した「ウリナリ芸能人社交ダンス部」と「ダンスは一番」、大西大輔が演出と司会を務めたボールルームスターズなど各種マスメディアで度々取り上げられて、地方都市や高齢者などにも広く伝播した。現在は情報伝達の多様化によりスウィングやズークなど新しい流行りも同時に伝わっている。
日本の競技人口は2014年現在約160万人で教室数は約3000以上である。JBDF、JDC、JCF、JPBDAの団体別競技大会、団体枠組みをこえる統一全日本ダンス選手権大会のほかにブラックプールと呼ばれる全英選手権など国際大会へも出場している。

#### 風営法とダンス
戦前は、銀座のダンスホール教師と上流階級夫人たちの情交スキャンダルで、ダンス教師らが連続検挙され、ダンス教習所やダンスホールが、突然警察官に踏み込まれて解散を命じられたこともあった。
戦後もダンス教室は学校、病院、保育園の近隣に開設は許可されず、麻薬中毒者ではないとする医師の証明を提出する義務などがあった。大阪府のダンスホールが閉鎖された翌年に、商店が府へ申請した「クリスマス・ダンス」が「本当に社交のための社交ダンスならば許可してもよい」として「府の担当者が慎重に調査中である」とする記事が「クリスマスのダンスにチャールストン御法度〜社交ダンスの将来のために」のタイトルで記載された。戦前は条例で戦後は風俗営業取締法で規制されるが、日本映画「Shall we ダンス?」のヒット、国際ダンススポーツ連盟 (ISDF) の国際オリンピック委員会 (IOC) 加盟など世論の後押しを受け、風俗営業等の規制及び業務の適正化等に関する法律（風営法）が1998年に14年ぶりに大改正された。
JBDFや国会議員団体「ダンススポーツ推進議員連盟」の活動で「指定を受けた教師が教授する場合のみを適用除外」とする改正を実現したが、ダンススクールとダンスホールは依然規制対象であり、ダンスパーティー教授以外の営業は風営法の規制を受けた。
- 「政令で定めるダンスの教授に関する講習受けその課程を修了した者」（「全日本ダンス協会連合会または日本ボールルームダンス連盟の講習を修了した者が教授するもの」）「が客にダンスを教授する場合にのみ客にダンスをさせる営業」（風適法2条4号、施行令1条）

2012年4月に「クラブNOON」が「客にダンスを踊らせた」事案で摘発されて、ダンスの風営法規制に意見が増加し、14年間未公開だった「適用除外団体の認可方法を公開する」との施行令で施行規則が2012年11月に改正され、警察庁も風適法の解釈を
- 上記に該当しない者が教授するもののうち、趣味・健康増進等を目的とし、営利を目的としないもの（警察庁通達、警察庁丁保発第188号）
- 男女がペアになって踊ることが通常の形態となっていないダンスを客にさせる営業（同上）

と通達したが、通達に法的義務は発生しないため、2013年5月に大阪市中央公会堂の使用条件が「法令遵守するため」「指定ダンス教師が指導する団体のみの貸し出し」と変更され、既存団体が利用不可になるなどの事例も散見された。
2013年7月に、日本ダンス議会が認可団体に指定された。
2015年6月に改正されて2016年6月23日に施行された改正風営法では、ダンスホールが風俗営業から外れ、規制撤廃された。ダンス教室・ダンスホール・その他客にダンスを踊らせる営業は、教師資格の有無によらず開設できる。

#### ホストクラブとの関係
1965年に東京駅八重洲口前でオープンしたダンスホール「ナイト東京」は前身だったグランドキャバレーを改装し、女性が社交ダンスを楽しめる店舗として開店したが、男性ダンサーは場代として1ヶ月あたり7,000円前後の入場料を店舗に支払い、指名された女性からのチップや休憩時の飲食で生計を立てるという営業スタイルであった。人気のある一部のダンサー以外は生活が厳しかったことから、他のダンサーはナイト東京を模倣した女性専用クラブを作り自身の客を誘導するようになった。これが後のホストクラブの原型とされている。

## ダンス用語とテクニック

### ソシアルダンス
本邦では、“Social Dance”（ソシアルダンス）はダンスの種目やジャンルではなく、ボールルームダンスなど2人で踊るダンス、フォークダンスなど大勢で踊るダンス、クラブダンス、ディスコダンスなど1人で踊るダンス、など全てが“Social Dance”に含まれる。英語では主に男女間などで交友を深める踊りに“sociality dancing ”と発生語の“Social Dance”を用い、現在のボールルームダンスが形式化される以前から存在していた。
英国ダンス協会は社交ダンスを“Ballroom Dance”と表記し、スタイルは競技会を目的とした踊り方を “competition style dancing”、親睦を深める事を目的とした踊り方を “social style dancing”、と独自に定めた固有名詞を用いている。「競技目的のワルツ」を含み社交ダンス全般を“Social Dance”とする日本の表記は諸外国に異なるが、日本人を相手にするインストラクター、選手、教材製作者などの外国人らに、“Social Dance”を“Ballroom Dance”の意で用いる者も散見する。

### ダンスパーティー用語
ダンスパーティーで相手を決められず踊らずに壁際で立つ女性を「壁の花」男性を「壁のシミ」と呼称し、壁の花と踊る男性リーダはリボンや赤いバラを飾っていることから、リボンちゃん、バラさん、ダンスアテンダントなどと称される。女性同士のペアは認められるが、男性同士のペアはマナーから外れる。女性同士が認められるのは、社交ダンスが盛んな英国でさえダンス教習所には圧倒的に女性が多く、男性は社交ダンスにラグビーやサッカーなどに比べ男性的でないと偏見を持ち社交ダンスを習わないので、男性パートナー不足のため、女性同士でないとダンス教習もできないからである。

## 社交ダンスの定義
- パートナーチェンジの思想
  - 相手を変えても踊ることが出来る
- ノーシークエンス（ルーテン無し）思想
  - 振付が無くても、即興のリード＆フォローで踊ることが出来る
- オリジナルミュージック思想
  - 初めて聴く曲でも、テンポの遅早があっても、踊ることが出来る
- 日常生活の延長線上思想
  - 場所や衣装や靴が、特別のものでなくとも踊ることが出来る。

（WD/DSC(1998年当時) 公認）

### 社交ダンスと競技ダンスの違い
競技ダンスは、社交ダンスの1スタイルとして生まれ発展してきたが、元々の社交ダンスから大きく性格を異なってしまった点もある。
|            | パートナー           | 振付         | 音楽               | 主体         |
| ---------- | -------------------- | ------------ | ------------------ | ------------ |
| 社交ダンス | チェンジしても踊れる | ルーテン不要 | 自由               | 踊る相手     |
| 競技ダンス | 固定パートナー指向   | ルーテン必要 | 課題曲、標準テンポ | 審査員、観客 |

## 社交ダンスを取り扱った作品

### 映画
- Shall we ダンス?
- Shall We Dance?
- ダンサーの純情（ムン・グニョン主演の韓国映画）
- ダンシング・ヒーロー（原題はStrictly Ballroom、バズ・ラーマンの映画監督デビュー作品）
- ステップ!ステップ!ステップ!
- レッスン!（原題はTake The Lead、アントニオ・バンデラス主演の映画）
- ダンス・ウィズ・ミー
- 王様と私
- 刺青 匂ひ月のごとく（大竹辰郎振り付け）
- 白夜行（海宝修技術指導）
- ル・バル(Le Bal (film)エットーレ・スコラ監督の1984年の映画)

### TV番組
- ウリナリ芸能人社交ダンス部
- シャル・ウィ・ダンス?〜オールスター社交ダンス選手権〜
- ダンスは一番
- Dance!華麗なる闘い（J SPORTS）
- 天才てれびくんMAX（天てれラテンダンス部）
- 学校じゃ教えられない!
- ボールルームスターズ (テレビ埼玉)
- ボールルームへようこそ
- 中居正広の金曜日のスマたちへ（金スマ社交ダンス部）

### 舞台
- バーンザフロアー
- FOCUS
- フロアプレイ
- 6週間のダンスレッスン

雑誌
- ダンスビュウ（モダン出版）

### 漫画
- 『月刊ステッピー』大西大輔
- 『DANCING!』佐々木潤子
- 『PARTNER』名香智子
- 『サンセットカーニバル』サキヒトミ
- 『リード・オン・マイ ステップ』木嶋えりん
- 『BUTTER!!!』ヤマシタトモコ
- 『ボールルームへようこそ』竹内友
- 『10DANCE』井上佐藤
- 『少女結晶ココロジカル』 高岡しゆ
- 『背すじをピン!と〜鹿高競技ダンス部へようこそ〜』 横田卓馬
- 『ワルツのお時間』 安藤なつみ
- 『踊れ獅子堂賢』 常喜寝太郎

### 小説
- たま高社交ダンス部へようこそ（三萩せんや）
- 即興ワルツ～青遼競技ダンス部の軌跡（佐々原史緒）

### ゲーム
- テトテ×コネクト（タイトー）

### キャラクター
- ステッピー

## ダンス界の主要団体
- 所属選手を有し競技会を主催しているプロ団体
  - 公益財団法人日本ボールルームダンス連盟（JBDF）
  - 公益社団法人日本ダンス議会（JDC）
  - 特定非営利活動法人日本プロフェッショナルダンス競技連盟(JCF)
  - 日本プロフェッショナルボールルームダンサーズ(JPBDA)
- アマチュア団体
  - 財団法人日本ボールルームダンス連盟（JBDF）
  - 社団法人日本ダンススポーツ連盟(JDSF)
- 教師資格
  - 社団法人全日本ダンス協会連合会（全ダ連）
  - 財団法人日本ボールルームダンス連盟（JBDF）
  - 社団法人日本ダンススポーツ連盟(JDSF)
- 世界の団体
  - 世界ダンス議会(WDC)
  - 国際ダンススポーツ連盟（WDSF,旧ISDF）
  - 世界プロフェッショナルダンススポーツ議会（IPDSC）